# Övre Rottensjön
Övre Rottensjön är en sjö i Härjedalens kommun i Härjedalen och ingår i Dalälvens huvudavrinningsområde. Sjön har en area på 2,18 kvadratkilometer och ligger 640,2 meter över havet. Sjön avvattnas av vattendraget Rotnen. Vid provfiske har abborre, elritsa, gädda och lake fångats i sjön.

## Delavrinningsområde
Övre Rottensjön ingår i det delavrinningsområde (684618-138257) som SMHI kallar för Utloppet av Övre Rottensjön. Medelhöjden är 678 meter över havet och ytan är 19,36 kvadratkilometer. Det finns inga avrinningsområden uppströms utan avrinningsområdet är högsta punkten. Rotnen som avvattnar avrinningsområdet har biflödesordning 2, vilket innebär att vattnet flödar genom totalt 2 vattendrag innan det når havet efter 429 kilometer. Avrinningsområdet består mestadels av skog (58 procent) och sankmarker (29 procent). Avrinningsområdet har 2,18 kvadratkilometer vattenytor vilket ger det en sjöprocent på 11,2 procent.